# Polystichum californicum
Polystichum californicum (englisch California sword fern) ist eine Pflanzenart aus der Familie der Wurmfarngewächse. Sie ist im westlichen Nordamerika von British Columbia im Norden bis nach Kalifornien im Süden beheimatet, wo sie in den an der Küste gelegenen Bergketten und der Kaskadenkette bis in die Sierra Nevada vorkommt. Zum Lebensraum des Farns gehören der Unterwuchs von Wäldern wie auch offene Felshänge.

## Beschreibung
P. californicum hat mehrere gebogene oder aufrechte Wedel, die bis zu einem Meter lang werden. Jeder dieser lanzettförmigen Wedel besteht aus vielen scharf gezähnten Segmenten. An der Unterseite sitzen runde Sori, welche die Sporen enthalten. Die Art entstand aus Hybriden anderer Polystichum-Arten und bildet selbst auch Hybride mit diesen aus.